# Atletiek op de Paralympische Zomerspelen 2024 - 100 m vrouwen T54
De 100 meter voor vrouwen klasse T54 op de Paralympische Zomerspelen 2024 vond plaats van op 4 september in het Stade de France. Deze klasse is voor atletes met onderbreking van de zenuwen in de lagere delen van de rug, zonder beenfunctie, maar met een bijna volledige armfunctie en een redelijke tot normale rompfunctie. De winares van 2020 was Zhou Zhaoqian uit China. Zij werd opgevolgd door Léa Bayekula uit België, de Amerikaanse Tatyana McFadden behaalde het zilver en Amanda Kotaja uit Finland won de bronzen medaille.

## Records
Voorafgaand aan het toernooi waren dit het wereldrecord en het Paralympisch record.
| Wereldrecord        | Verenigde Staten Tatyana McFadden | 15.35 | Indianapolis | 5 juni 2016      |
| Paralympisch record | China Zhou Zhaoqian               | 15.80 | Tokio        | 1 september 2020 |

## Series
De eerste drie van beide series kwalificeerden zich direct voor de finale. Van de overgebleven atletes kwalificeerden bovendien de twee snelsten zich voor de finale.

#### Serie 1
| Rang | Baan | Naam             | Naam | Tijd  | Bijz.     |
| ---- | ---- | ---------------- | ---- | ----- | --------- |
| 1    | 6    | Tatyana McFadden | USA  | 15.55 | Q, PR, SB |
| 2    | 3    | Amanda Kotaja    | FIN  | 16.00 | Q         |
| 3    | 5    | Marie Perrine    | MRI  | 16.46 | Q         |
| 4    | 2    | Zhou Zhaoqian    | CHN  | 16.57 | q         |
| 5    | 8    | Licia Mussinelli | SUI  | 16.95 |           |
| 6    | 4    | Hannah Bablola   | NGR  | 17.39 |           |
| 7    | 7    | Katrin Kohl      | LUX  | 20.39 |           |

### Serie 2
| Rang | Baan | Naam                     | Naam | Tijd  | Bijz. |
| ---- | ---- | ------------------------ | ---- | ----- | ----- |
| 1    | 2    | Léa Bayekula             | BEL  | 15.87 | Q     |
| 2    | 4    | Noemi Alphonse           | MRI  | 16.07 | Q     |
| 3    | 5    | Hannah Dederick          | USA  | 16.64 | Q     |
| 4    | 3    | Alexandra Hiebling       | SUI  | 16.90 | q     |
| 5    | 6    | Shauna Bocquet           | IRL  | 17.00 |       |
| 6    | 9    | Jessia Soares Giacomelli | BRA  | 17.04 | PB    |
| -    | 7    | Fatou Sanneh             | GAM  | DNS   |       |

## Finale
| Rang   | Baan | Naam               | Naam | Tijd  | Bijz.  |
| ------ | ---- | ------------------ | ---- | ----- | ------ |
| Goud   | 7    | Léa Bayekula       | BEL  | 15.50 | PR, PB |
| Zilver | 4    | Tatyana McFadden   | USA  | 15.67 |        |
| Brons  | 6    | Amanda Kotaja      | FIN  | 15.77 |        |
| 4      | 5    | Noemi Alphonse     | MRI  | 16.11 |        |
| 5      | 2    | Zhou Zhaoqian      | CHN  | 16.44 |        |
| 6      | 8    | Hannah Dederick    | USA  | 16.50 |        |
| 7      | 9    | Alexandra Hiebling | SUI  | 16.91 |        |
| 8      | 3    | Marie Perrine      | MRI  | 16.98 |        |